# کارن پارشال
کارن هانگر پارشال (به انگلیسی: Karen Hunger Parshall)(زاده ۷ ژوئیه ۱۹۵۵ در ویرجینیا بیچ) تاریخنگار ریاضیات اهل آمریکا است.

## زندگی و کارنامه
وی در دانشگاه ویرجینیا ریاضیات وزبان فرانسه خواند و مدرک فوق لیسانس را در همانجا به دست آورد. سپس در سال ۱۹۸۲ در رشته تاریخ ریاضیات در دانشگاه شیکاگو نزد آلن ج. دبوس و ایزرائل هرشتاین درجه دکتری ریاضیات را با تزی با نام «سهم ودربورن در نظریه جبرها» دریافت کرد. سپس از سال ۱۹۸۲ تا ۱۹۸۷ در کالج سوییت بریر و در ۱۹۸۷/۸ در دانشگاه ایلی نویز استادیار بود. از ۱۹۸۸ به تدریس و پژوهش درباره تاریخ علم و به وِیژه تاریخ ریاضیات در دانشگاه ویرجینیا سرگرم است. وی از سال ۱۹۹۹ در این دانشگاه به عنوان استاد تمام مشغول به کار می باشد.
پارشال به پژوهش درباره تاریخ ریاضیات در آمریکا از سده نوزدهم و بویژه در دانشگاه شیکاگو برای نمونه دستاوردهای ریاضیدان لئونارد دیکسون و نیز تاریخ جبر از خوارزمی تا ویت پرداخته است. پارشال نامه های جیمز جوزف سیلوستر را انتشار داد و زندگینامه ای برای او نوشت.
پارشال در سال ۱۹۹۵/۶ دارای عضویت گوگنهایم بود. او در سال ۱۹۹۴ در کنگره جهانی ریاضیدانان در زوریخ به عنوان سخنران مدعو به سخنرانی با نام «ریاضیات در زمینه ملیت: (۱۸۷۵-۱۹۰۰) یک مرور جهانی » پرداخت. وی همچنین از سال ۱۹۹۶ تا ۱۹۹۹ ویراستار مجله هیستوریا ماتماتیکا بوده است.

## آثار
- Eliakim Hastings Moore and the Founding of a Mathematical Community in America, 1892–1902, Annals of Science 41, 1984, pp. 313–333; also reprinted in Peter Duren (ed.): A Century of Mathematics in America. Part II, AMS History of Mathematics 2, Providence 1989, pp. 155–175, Part entitled Chicago)
- Joseph H. M. Wedderburn and the Structure Theory of Algebras, Archive for History of Exact Sciences 32, 1985, pp. 223–349
- The Art of Algebra from al-Khwarizmi to Viète: a Study in the Natural Selection of Ideas, History of Science 26, 1988, pp. 129–164
- Toward a History of Nineteenth-Century Invariant Theory, in David E. Rowe, John McCleary (eds.): The History of Modern Mathematics Vol. 1, Academic Press, Boston 1989, pp. 157–206
- with David E. Rowe: American Mathematics Comes of Age: 1875–1900, in Peter Duren (ed.): A Century of Mathematics in America. Part III, AMS History of Mathematics 3, 1989, pp. 3–28 : Part entitled The Nineteenth Century;
- 2006: James Joseph Sylvester: Jewish Mathematician in a Victorian World, Johns Hopkins University Press